# فرد تايلر
فرد تايلر (بالإنجليزية: Fred Tyler)‏ هو سباح ومدرب رياضي أمريكي، ولد في 15 مارس 1954 في أورلاندو في الولايات المتحدة.

## روابط خارجية
- فرد تايلر على موقع الاتحاد الدولي للسباحة (الإنجليزية)
- فرد تايلر على موقع أوليمبيديا (الإنجليزية)